# Регби-7 на летней Универсиаде 2019
Регби-7 на летней Универсиаде 2019 — соревнования по регби-7 в рамках летней Универсиады 2019 года, которые прошли с 5 июля по 7 июля в итальянском городе Неаполь, на территории спортивного стадиона Rugby Ex-Nato. Были разыграны 2 комплекта наград у мужчин и у женщин.

## История
Турнир по регби-7 на Универсиадах является факультативным. Этот вид программы уже во второй раз становится частью летней Универсиады.

## Правила участия
Мероприятия по регби-7 организованы в соответствии с последними техническими правилами Международной федерации.
В соответствии с Положением FISU, спортсмены должны соответствовать следующим требованиям для участия во Всемирной универсиаде (статья 5.2.1):
- До соревнований допускаются студенты, обучающиеся в настоящее время в высших учебных заведениях либо окончившие ВУЗ не более года назад.
- Все спортсмены должны быть гражданами страны, которую они представляют.
- Участники должны быть старше 17-ти лет, но младше 28-ми лет на 1 января 2019 года (то есть допускаются только спортсмены родившиеся между 1 января 1991 года и 31 декабря 2001 года).

## Календарь
| ЦО | Церемония открытия | ● | Квалификации | 2 | Финалы соревнований | ЦЗ | Церемония закрытия |

| Июль    | 2 Вт | 3 Ср | 4 Чт | 5 Пт | 6 Сб | 7 Вс | 8 Пн | 9 Вт | 10 Ср | 11 Чт | 12 Пт | 13 Сб | 14 Вс | Соревнования |
| ------- | ---- | ---- | ---- | ---- | ---- | ---- | ---- | ---- | ----- | ----- | ----- | ----- | ----- | ------------ |
| Регби-7 |      |      |      | ●    | ●    | 2    |      |      |       |       |       |       | ЦЗ    | 2            |

## Соревнования среди мужских команд

### Групповой раунд
| Команда   | И | О |
| --------- | - | - |
| Аргентина | 0 | 0 |
| Румыния   | 0 | 0 |
| Россия    | 0 | 0 |
| ЮАР       | 0 | 0 |

| Команда | И | О |
| ------- | - | - |
| Франция | 0 | 0 |
| Япония  | 0 | 0 |
| Италия  | 0 | 0 |
| Канада  | 0 | 0 |

## Соревнования среди женских команд

### Групповой раунд
| Команда | И | О |
| ------- | - | - |
| Франция | 0 | 0 |
| Япония  | 0 | 0 |
| Италия  | 0 | 0 |
| Канада  | 0 | 0 |

| Команда   | И | О |
| --------- | - | - |
| Аргентина | 0 | 0 |
| Бельгия   | 0 | 0 |
| Россия    | 0 | 0 |
| ЮАР       | 0 | 0 |

### Дисциплины
| Дисциплина           | Золото | Серебро | Бронза |
| -------------------- | --- | --- | --- |
| Мужские соревнования | Япония: - Кэнтаро Фудзи - Масаки Хамада - Сэйдзюн Кавасаки - Тосики Куваяма - Дзюнъя Мацумото - Канта Мацунага - Таканобу Минами - Масахиро Накано - Хидэто Нигума - Ёсихиро Ногути - Хироаки Сайто - Сётаро Цуока | ЮАР: - Роан Адамс - Курт-Ли Арендсе - Дэвид Кэйри - Мервано Да Силва - Густав Эрланк - Лунджело Госа - Юджин Хэйр - Йоханн Крицингер - Дидрик Оберхольцер - Якобус Смит - Бернард ван дер Линде - Эдвин ван Ройен | Франция: - Николя Бакер - Бенжамен Барнерья - Дориан Белло - Леонар Букасс - Люка Дубуа - Арно Ле Берр - Колен Лебьян - Гийом Маневи - Мэлан Перре-Турлонья - Антуан Пуссан - Рафаэль Санчес - Жордан Сефо                    |
| Женские соревнования | Япония: - Рэйчел Мио Бативакалоло - Вакаба Хара - Юмэ Хирано - Рихо Куроги - Кана Мурокоси - Хана Нагата - Ироха Нагата - Харуна Окада - Мами Синдзаки - Мию Сирако - Хонока Цусуми - Аюми Ябуути                  | Франция: - Сара Агуадо - Карла Арбе - Мелисса Бержерон - Эмили Булар - Ошен Бюиссон - Мари-Орели Кастель - Жюли Кудер - Шарлотт Эскудеро - Манэ Фелеу - Иан Жасон - Мег Мамб - Ада Траоре                         | Россия: - Алина Артерчук - Диана Глушенко - Яна Данилова - Снежанна Кулькова - Диана Логинова - Мария Молокоедова - Алёна Даммер - Екатерина Михалева - Дарья Лушина - Дарья Норицина - Евгения Стеблинская - Ксения Поздеева |

## Медальный зачёт в регби-7
| Место | Страна  | Золото | Серебро | Бронза | Всего |
| ----- | ------- | ------ | ------- | ------ | ----- |
| 1     | Япония  | 2      | 0       | 0      | 2     |
| 2     | Франция | 0      | 1       | 1      | 2     |
| 3     | ЮАР     | 0      | 1       | 0      | 1     |
| 4     | Россия  | 0      | 0       | 1      | 1     |
| Всего | Всего   | 2      | 2       | 2      | 6     |